# أبو بكر مصطفى بعيرة
أبو بكر مصطفى بعيرة (من مواليد 21 يوليو 1941) هو سياسي ليبي، شغل منصب القائم بأعمال رئيس مجلس النواب في ليبيا. وهو الدور الذي شغله باعتباره أكبر أعضاء المجلس التشريعي الليبي سناً حتى تعيين عقيلة صالح عيسى رئيساً  للمجلس، الذي لم يجرِ انتخابات لإعادة اختيار مكتب الرئاسة بعد أن تولى المنصب.

## حياته
ولد بعيرة في جردينة من ضواحي بنغازي الكبرى عام 1941، تخرج من الجامعة الليبية 1965.
نال الترتيب الأول على مستوى ليبيا في امتحان الثانوية العامة، كما نال الترتيب الأول في درجة بكالوريوس الاقتصاد في تخصص المحاسبة والإدارة من الجامعة الليبية على الدفعة الخامسة في عام 1965 ونشر ذلك في كتاب خاص بأول حفل لخريجي الجامعة الليبية منذ تأسيسها يوم 23 يناير 1971. ثم أوفد للدراسة بأميركا، حيث حصل على درجة الماجستير في الإدارة الدولية من جامعة كاليفورنيا، لوس أنجلوس في الولايات المتحدة الأمريكية. حصل على درجة الدكتوراه في التنظيم والإدارة من جامعة ميزوري بمدينة كولومبيا وهي أقدم جامعات جنوب وسط الولايات المتحدة وإحدى أفضل الجامعات الأمريكية الرائدة في مجالات الإدارة ودراسات الإعلام والصحافة.

### المسيرة الأكاديمية
عمل بعيرة أستاذًا للإدارة والتسويق في الجامعة الأمريكية في نيجيريا وكان عضوًا في مجلس الشيوخ في نفس الجامعة في نيجيريا. وهو مرشح سابق لمنصب رئيس وزراء حكومة الوفاق الوطني في ليبيا (المجلس الرئاسي الليبي).
شغل بعيرة منصب رئيس قسم الإدارة بكلية الاقتصاد والتجارة بجامعة بنغازي (قاريونس) من عام 1975 إلى عام 1982. ومن عام 1982 فصاعدًا، كان أستاذًا للإدارة في نفس الجامعة. كما كان عضوًا في عدد من مجالس الإدارة في مختلف المنظمات الليبية الكبرى.
كما كان مستشارًا إداريًا أول ورئيسًا لقسم الأبحاث والدراسات في المنظمة العربية للعلوم الإدارية في عمان (جامعة الدول العربية) من عام 1982 إلى عام 1984. ومن عام 1984 إلى عام 1985، شغل منصب عميد للشؤون الأكاديمية في كلية الاقتصاد والتجارة في جامعة بنغازي (قاريونس سابقا) . وفي وقت لاحق من 1985 إلى 1987 شغل منصب عميد المعهد العالي للعلوم الإدارية في ليبيا؛ وشغل ذات المنصب مرة أخرى في عام 1991. كما شغل منصب مدير التدريب في المنظمة العربية للتنمية الإدارية في الفترة من 1987 إلى 1991 ومديرا عاما في مركز معلومات القوى العاملة في ليبيا في عام 1999.
انتخب بعيرة عضوا في لجنة الترقيات الأكاديمية بكلية التجارة والاقتصاد بجامعة السلطان قابوس في عمان عام 2003، وكان عضوا في مجلس الكلية في نفس الكلية من عام 2003 إلى عام 2005.

### النشاط السياسي
شغل بعيرة منصب نائب منتخب في مجلس النواب الليبي منذ أغسطس 2014. وكان عضوا مؤسسا للحوار السياسي الليبي (الاتفاق السياسي الليبي) في الصخيرات لكنه استقال في أكتوبر 2015 بسبب خرق المسودة الأصلية (الرابعة) للاتفاق السياسي الليبي، الذي تم الاتفاق عليه بشكل متبادل في الجمعية العامة للأمم المتحدة في سبتمبر 2015 في نيويورك.
الدكتور أبوبكر بعيرة هو رئيسُ الجلسة الرسمية الأولى لاستلام السلطة لأول مجلس للنواب في ليبيا بعد ثورة 17 فبراير في مدينة طبرق الشهيرة بتاريخها في الحرب العالمية الثانية حيث انعقدت الجلسة يوم 4-8-2014 بحضور الأمم المتحدة، الجامعة العربية، منظمة التعاون الإسلامي.
يعتبر بعيرة أول من دعا لتطبيق النظام الإتحادي (الفيدرالي) لتنظيم وإدارة ليبيا بعد قيام ثورة 17 فبراير، ويثبت هذه الحقيقة أنه كان رئيس المؤتمر الإتحادي الأول من أجل حماية الوحدة الوطنية (بنغازي 20 -7-2011) ثم رئيس مؤتمر مجلس إقليم برقة وصاحب الكلمة الافتتاحية له بتاريخ 6-3-2012 في منطقة الكويفية بمدينة بنغازي.[بحاجة لمصدر] كما يعتبر من أبرز من عارضوا «فكرة الاستعجال بانتخابات المؤتمر الوطني العام» في ليبيا في 2012، وعرض بديلاً عن ذلك ضرورة «الدعوة للتوافق الفيدرالي» على أساس دستور الاستقلال 1951، حتى لا تصبح البلاد عرضة لمجموعات متصارعة ومتناحرة على الموارد والسلطة.[بحاجة لمصدر]

## في الصحافة والإعلام

### برنامج الملف على القناة الليبية
أجرت معه قناة الليبية حواراً في برنامج الملف حول موضوع إعادة الهيكلة الإدارية في ليبيا مساء يوم 7-5-2008 حيث تميز اللقاء بالصراحة وجرأة الطرح من خلال تقييم الدكتور أبوبكر بعيرة لواقع الإدارة الليبية وانخفاض الكفاءة في الجهاز الإداري كما عرض في اللقاء عوامل الارتقاء والنهوض بالإدارة العامة الليبية.

### الإعلام الليبي المحلي

صحيفة أخبار بنغازي 1999

اهتم الإعلام الليبي بشكل كبير بالإنجازات العلمية التي حققها الدكتور أبوبكر بعيرة؛ حيث أجرت فضائية قناة ليبيا لقاء خاصا معه أجراه الإعلامي عبد الجليل خالد يوم الجمعة 9-4-1999، كما نشرت صحيفة الشمس خبرا خاصا في أحد أعدادها الصادر في شهر 4 من عام 1999 وأبرزت خبر ترشيح الدكتور لجائزة رجل العام الدولي من المركز الدولي للسير الذاتية، وأنه الترشيح الرابع من نوعه لهذا الخبير، كما أجرت معه في عدد لاحق حوار مطولاً حول الموضوع.
كما نشرت صحيفة أخبار بنغازي المحلية خبر ترشيحه لجائزة رجل العام يوم الخميس بتاريخ 29-4-1999.
كرر خبر ترشيحه لنفس الجائزة لعام 2000 في عددها الصادر يوم الأحد بتاريخ 18-6-2000. وتم في نفس العدد نشر دعوة صادرة أمانة الإعلام والثقافة في ليبيا للمثقفين والمهتمين والأكاديميين لتكريم الدكتور أبوبكر بعيرة بفندق تيبستي-بنغازي مساء يوم الثلاثاء 20-6-2000 بسبب هذا الإنجاز المشرف لليبيا، إلا ان الحفل تم إلغاؤه بشكل غريب ولأسباب غير معروفة من محافظ مدينة بنغازي آنذاك والذي قام بإجبار أمين الإعلام والثقافة ببنغازي على إلغاء التكريم.
وأجرت معه صحيفة قورينا الليبية في العدد 36 الصادر بتاريخ 16 أكتوبر 2007 لقاء مطولاً حول موضوع الإصلاح الإداري في ليبيا وموقع ليبيا من المؤشرات العالمية للإدارة والتنظيم والشفافية وترسيخ سيادة القانون وفاعلية الجهاز الإداري وسبل الارتقاء بأداء الجهاز الإداري الليبي كوسيلة أساسية لتحقيق التنمية من خلال تعزيز الإدارة العامة الرشيدة والركائز الأساسية التي تقوم عليها.

### الصحافة الليبية والعربية
نشرت صحيفة العرب العالمية التي تصدر في لندن 1999 خبر تسميته الدولية على صفحاتها بعنوان: «رجل العام الدولي لعام 1999 الليبي الدكتور أبوبكر مصطفى بعيرة»، وذلك في عددها الصادر يوم الثلاثاء 26-10- 1999 في صفحة الاقتصاد والمال بالصحيفة، وكان عنوان اللقاء وفق منظور المعادلة التي ينادي بها الدكتور بعيرة في محاضراته الجامعية وأبحاثه وكذلك كتابه الشهير مبادئ الإدارة: الموارد + الإدارة الجيدة = مستوى معيشي مرتفع للشعوب. وقد أذيع الخبر نقلاً عن الصحيفة بمحطة MBC العربية المعروفة.

## جوائز وتكريمات
- أدرج اسم الدكتور بعيرة في كتاب WHO'S WHO في الطبعة الثامنة عشر لسنة 2007-08.[11]
- ترشح لنيل جائزة رجل العام الدولي في عام 1999 من قبل المركز الدولي للسير الذاتية في كامبردج بإنجلترا.

## أعماله الأدبية

### المؤلفات

خبر ومقابلة أبرزتهما صحيفة العرب العالمية : لندن -إنجلترا

صدرت عن الدكتور أبوبكر بعيرة مجموعة من الكتب الأكاديمية منها:
- مبادئ الإدارة -المفاهيم والتطبيقات -
- تحديث الإدارة الجامعية في العالم العربي- صادر عن اتحاد الجامعات العربية
- التسويق ودوره في التنمية.
- الموسوعة الإدارية.
- ديمقراطية الإدارة.
- القادة الإداريون.
- الرقابة الإدارية في المنظمات.
- دليل تحديد الاحتياجات التدريبية في الإدارة.
- الإدارة في البيئة الدولية.

### المقالات والأبحاث العلمية
صدر عن الدكتور أبوبكر بعيرة مجموعة من الأبحاث المنشورة والمقالات في مجلات محلية وعربية ودولية ذائعة الصيت، منها:
- ورقة منشورة في المجلة الدولية للإدارة والقوى العاملة بعنوان: Administrative Training and Education in The Arab World An Empirical Study: International Journal of Manpaower ,Vol.9.No1988

- ورقة منشورة في مجلة الإدارة الدولية- ألمانيا بعنوان: Libya's Post-Revolutionary Managers International Review (Germany),Vol.19.No1979

- ورقة منشورة باللغة الإنجليزية في مجلة دراسات الأردنية بعنوان: World-of-Mouth Communication :An Empirical study: dirassat(University of Jordan),Vol.13.NO.3(1986

- الاشتراك في دراسة منشورة في مجلة علوم الإدارة الدولية بعنوان: Privatization in the Arab world : Prerequisites for Success, International Review of Administration Sciences,March,1990 (نشرت باللغات الإنجليزية والفرنسية والإسبانية).

- اعتمدت بحثه عن الإدارة والتنمية المستدامة كورقة مرجعية بموقع شبكة الأمم المتحدة للإدارة الحكومية UNPAN.[12]

كما صدر عن الدكتور أبوبكر بعيرة مجموعة من الأبحاث والمقالات باللغة العربية منها:
- أوجه الضعف في الإدارة العربية»  ، ورقة مقدمة لمؤتمر تحديات الإدارة في الوطن العربي، (الأردن، يوليو 2004).
- البحث العلمي وأهميته في التنمية» ، مجلة الإدارة العامة، الرياض: معهد الإدارة العامة، العدد 41، أبريل 1984.
- دور المناخ الإداري في تنمية القوى العاملة» ، مجلة الاقتصاد والإدارة، الرياض: جامعة الملك عبد العزيز، 1988 .
- مفاهيم أساسية في تخطيط القوى العاملة» ، ورقة قدمت لندوة إستراتيجية عربية حول تنمية القوى العاملة في الوطن العربي، بغداد، العراق، 1982.
- التحديات المستقبلية التي تواجه الجامعات العربية» ، بحث في كتاب مؤتمر جامعة المستقبل في الوطن العربي، (القاهرة، جامعة عين شمس، 2003).
- القيادة الإدارية: الأسس والنظريات» ، المجلة العربية للإدارة، المجلد 8، العدد 1، 1984.
- المعوقات الإدارية لعملية التنمية في دول العالم الثالث» ، المجلة العربية للإدارة، المجلد 7، العدد 1، يونيو 1981.
- الإدارة وعملية التنمية» ، نشرت بالمجلة القومية للإدارة، طرابلس، العدد 1، 1984.
- نطاق الإدارة بين النظرية والتطبيق» ، المجلة العربية للإدارة، المجلد 2، العدد 2، أكتوبر 1980.
- بعض القضايا المتعلقة بالمديرين في المنظمات الدولية» ، المجلة العربية للإدارة، المجلد 6، العدد 4، ديسمبر 1982.
- الإدارة والإنتاج بطريق المشاركة» ، المجلة العربية للإدارة، المجلد 6، العدد 2، يونيو 1982.
- حماية المستهلك وحاجة الدول النامية إليها» ، المجلة العربية للإدارة، المجلد 4، العدد 3، أكتوبر 1980.
- الشركات متعددة الجنسية-دراسة تمهيدية-» ، مجلة دراسات في الاقتصاد والتجارة، جامعة قاريونس، المجلد 18، العدد 1و2 ، 1982.
- اتجاهات تدويل مناهج إدارة الأعمال في الجامعات العربية - دراسة ميدانية -» ، مجلة اتحاد الجامعات العربية، العدد 18، 1982.
- انعكاس عملية نقل التكنولوجيا من الدول المتقدمة إلى الدول النامية على البيئة والإنسان» ، المجلة العربية للإدارة، المجلد 6، العدد 1، مارس 1982.
- تنظيم نشاط الشركات متعددة الجنسية» ، المجلة العربية للإدارة، المجلد 7، العدد 2،1983.
- السياسات العامة للتنمية الإدارية في ليبيا -منظور كلي» ، ورقة منشورة في كتاب المؤتمر الوطني الأول للسياسات العامة في ليبيا، (بنغازي، مركز أبحاث جامعة قاريونس، 2007).
- لا تنمية مستدامة بدون إدارة قوامة» ، ورقة قدمت ضمن ابحاث مؤتمر التنمية المستدامة الأول في ليبيا، (بنغازي، مركز أبحاث جامعة قاريونس، 2008)، ونشرالبحث كورقة معتمدة بموقع شبكة الأمم المتحدة لتطوير الإدارة الحكومية UNPAN
- البيئة العامة للتنمية الإدارية في ليبيا من منظور الإدارة الرشيدة» ، ورقة قدمت في المؤتمر الوطني الأول للتنمية والتدريب الإداري في ليبيا، (طرابلس، المعهد الوطني للإدارة، أكتوبر 2007).
- لماذا فشلت الإدارة في تحقيق التنمية في ليبيا ؟» ، ورقة قدمت في المؤتمر الثالث للخبراء في بنغازي، (بنغازي، مجلس التخطيط الوطني - بنغازي، 2009).
- تحديث الإدارة الجامعية في ليبيا - الواقع ومحددات التطوير -» ، عرض بحثي قدم في مؤتمر جودة الأداء الجامعي في ليبيا، مركز البحوث والاستشارات، جامعة قاريونس - بنغازي، 2010).
- المؤشرات الإدارية لعملية التنمية في ليبيا» ، مؤتمر إدارة التنمية في ليبيا، مركز البحوث والدراسات السياسية والاقتصادية والاجتماعية، 2012.

الموسوعة الإدارية : مرجع أساسي بالجامعات الليبية

- المؤشرات الإدارية لعملية التنمية في ليبيا» ، مساهمة في كتاب (إدارة التنمية في ليبيا)، نشر الكتاب في مطلع عام 2014.

### الاستشارات والمساهمات العلمية والبحثية
- الدكتور ابوبكر بعيرة هو مؤسس نظام الدراسة والامتحانات والتقديرات وتنظيم المواد في جامعة بنغازي (قاريونس سابقا) وترأس لجنة بالخصوص في مطلع الثمانينيات بالجامعة.
- تقديم استشارة استراتيجيات إصلاح النظام الإداري الليبي بالاشتراك مع مركز باتيل للبحوث في جنيف - سويســـــرا (1980-1981)
- الإشراف على مشروعي المعجم العربي الموحد لمصطلحات العلوم الإدارية ودعم استخدام اللغة العربية في الإدارة في دول المغرب العربي والصومال، الذين أعدتهما المنظمة العربية للتنمية الإدارية (1983-1984).
- تقديم استشارات في تنظيم عدد من الوزارات والجامعات والحكم اللامركزي وتحديد الاحتياجات التدريبية في عدد من الدول العربية منها الأردن وسلطنة عمان وقطر والسودان والصومال.
- المساهمة ضمن مشروع دراسة التقسيمات الإدارية في ليبيا مع فريق مركز بحوث العلوم الاقتصادية تحت إشراف اللجنة الشعبية العامة (رئاسة الحكومة) أغسطس، 2005.
- تقديم عدد كبير من الاستشارات الإدارية والتنظيمية وتوصيف الوظائف وتنظيم العمل لعدد من المؤسسات الليبية مثل: شركة الخليج للنفط 1986-1987، مشروع النهر الصناعي 1984-1985، أمانة (وزراة) الصناعات الثقيلة 1981، مصلحة الجمارك والإنتاج 1979-1980، الهيئة القومية للبحث العلمي 1982، مجلس التخطيط الوطني 2009، المجلس الوطني للتطوير الاقتصادي 2008، الاشراف على تصميم واعداد النظام الدراسي الفصلي بكليات جامعة قاريونس المعمول به حتى الآن، شركة المطاحن الوطنية - بنغازي 1992-1996، الهيئة العامة للقوى العاملة 1993، الإدارة العامة للجامعات والمعاهد العليا 1992، مركز المعلومات والتوثيق لقطاع القوى العاملة 2000
- إعداد وثيقة عن إستراتيجية البحوث في المنظمة العربية للإدارة التابعة لجامعة الدول العربية في الاجتماع السنوي الأول لمسئولي مراكز البحوث في الوطن العربي.
- المساهمة في كتاب International Business in The Middle East باللغة الإنجليزية
- رئيس اللجنة العلمية لمؤتمر الخبراء الثالث تحت عنوان: «الإدارة في ليبيا - الواقع والطموح -» الذي نظمه مجلس التخطيط - بنغازي، 2009.

## روابط خارجية

### بالعربية
- صحيفة هافنغتون بوست الأمريكية الشهيرة عن جهود الدكتور أبوبكر بعيرة بالمسودة الرابعة الأساسية من الحوار والإتفاق السياسي بعنوان: القيادات الصحيحة هي أفضل أمل لاستقرار ليبيا
- الدكتور ابوبكر بعيرة ضمن وفد مجلس النواب الليبي لحضور الدورة 69 للجمعية العامة للامم المتحدة 23-9-2014
- بوابة الوسط: بعيرة.. خبير الإدارة الذي قاد البرلمان لتحقيق أحلام الليبيين
- ابوبكر بعيرة : الأول على دفعة 1965-كلية الاقتصاد الجامعة الليبية
- الشهادة العليا الأولى ماجستير من جامعة UCLA بتوقيع الرئيس الأمريكي الأسبق رونالد ريغان حاكم ولاية كاليفورنيا آنذاك في عام 1970
- موقع معهد الإدارة العامة بسلطنة عمان، مسقط، وثائق المعهد بالموقع: -وثيقة عن إستراتيجية البحوث في المنظمة العربية للإدارة التابعة لجامعة الدول العربية من إعداد الدكتور أبوبكر مصطفى بعيرة في الاجتماع السنوي الأول لمسئولي مراكز البحوث في الوطن العربي
- موقع جامعة الملك عبد العزيز بالسعودية : بحث أكاديمي منشور للبروفسور د. أبوبكر بعيرة عن دور المناخ الإداري في تنمية القوى العاملة
- صفحة الإدارة الليبية : الدكتور ابوبكر بعيرة : سياسات التنمية الإدارية
- موقع جامعة الملك سعود: الإشارة إلى مراجع وإصدارت الدكتور أبوبكر بعيرة بمكتبة جامعة الملك سعود (أفضل جامعة عربية حسب التصنيف العالمي للجامعات)

### بالإنجليزية
- Prof.Abubakr M. Buera and Prof.Abdel Bari Durra, ADMINISTRATIVE EDUCATION AND TRAINING IN THE ARAB WORLD: AN EMPIRICAL STUDY,International Journal of Manpower.
- The Need Satisfactions of Managers in Libya. Abubakr Buera, Professor, University of Benghazi, Libya, Research Roundup William F. Glueck, University of Georgia. Management International Review
- The Huffington Post : The Right Leaders Are Libya's Best Hope for Stability
- Breitbart: Exclusive: Libya Peace Talks Negotiator: UN Arms Embargo ‘Deeply Hampering’ Fight Against ISIS